# Борух Бендерський
Борух Бендерський (ідиш ‏ברוך בענדערסקי‏‎ — Бу́рих (Бо́рех) Бенде́рський; 15 травня 1880, Романківці, Хотинський повіт, Бессарабська губернія — 3 березня 1953, колонія Вілла Домінгес, провінція Ентре-Ріос, Аргентина) — аргентинський єврейський письменник і журналіст. Писав на ідиш.

## Біографія
26 червня 1894 року емігрував з батьками в Аргентину і поселився в землеробній колонії Зоненфельд (пізніше Сан Грегоріо, провінція Ентре-Ріос) Єврейського колонізаційного товариства, заснованого фондом барона де Гірша. Більшу частину життя провів у єврейській землеробній Вілла Домінгес.

## Творча діяльність
Працював в аргентинських газетах «Ди идише hофэнунг» (ЄврейсЬка надія, 1908—1917), «Ди найе цайт» (Новий час), «Дэр идишер колонист» (Єврейсский колоніст), «Ди идише цайтунг» (Єврейська газета), «Ди пресе» (Преса).

## Книги письменника
Автор книг «Аф идише фелдер» (На єврейських полях, Буенос-Айрес, 1931) і «Геклибэнэ шрифтн» (Вибрані твори, Буенос-Айрес, 1954). Відомий своїми романтичними творами з життя єврейських колоністів Аргентини (за що отримав прізвисько "єврейського Редьярда Кіплінга"). Його оповідання також були опубліковані в антології «Аф ди брегн фун Ла Плата» (На берегах Ла Плати, 1919).

## Публікації
• אױף ייִדישע פֿעלדער: סקיצן און שילדערונגען (На еврейских полях: зарисовки и очерки). Буэнос-Айрес, 1931. — 190 с.[13]
• געקליבענע שריפֿטן (Избранные произведения). Буэнос-Айрес: Editorial ICUF, 1954. — 255 с.[14]